# Only God Forgives
Only God Forgives ist ein französisch-dänischer Thriller aus dem Jahr 2013. Der dänische Filmregisseur Nicolas Winding Refn führte Regie und schrieb das Drehbuch.
Der Film war 2013 bei den Filmfestspielen von Cannes für die Goldene Palme nominiert. Kinostart in Deutschland war am 18. Juli 2013.

## Handlung
Der Amerikaner Julian Thompson betreibt in Bangkok einen Boxclub, der auch als Umschlagplatz für Drogenschmuggel dient. In der ersten Szene schickt Julian einen Kämpfer in den Ring seines Boxclubs. Während der junge Boxer anscheinend einen guten Kampf liefert, wechseln Drogen und Geld in der Zuschauermenge offen den Besitzer.
Als Julians Bruder Billy eine minderjährige Prostituierte tötet, erklärt der Polizist Chang dem Vater des Opfers, dass er mit Billy tun könne, was er wolle. Er zertrümmert diesem daraufhin den Kopf.
In einer Zwischenszene sieht man, wie Julian von Tagträumen geplagt wird, während er von der Edelprostituierten Mai auf seinem Stuhl an den Handgelenken festgebunden wird. Diese setzt sich vor Julian auf das Bett und befriedigt sich selbst.
Crystal Thompson, die Mutter der beiden Brüder, kommt nach Bangkok, um Billys Leiche zu identifizieren. Sie beauftragt Julian, die Mörder seines Bruders zu finden. Julian befragt den Vater des Opfers, Choi, über seine Rolle bei Billys Ermordung. Choi erklärt Julian, dass er von Lt. Chang gezwungen wurde, Billy zu töten, und dass dieser ihm anschließend den Arm abgehackt habe, weil er seine Tochter als Prostituierte habe arbeiten lassen. Damit habe er für seine Sünden bezahlt. Julian lässt Choi am Leben. Crystal verlangt aber von ihm, Chang zu finden und zu töten.
Der in Julians Boxclub trainierende Liang tötet später Choi im Auftrag von Crystal. Die Polizei trifft dann im Boxclub ein. Unter den Polizisten befindet sich auch Lt. Chang, der schnell herausfindet, dass Julian nicht Chois Mörder ist. Julian wiederum vermutet in Chang den Verantwortlichen für den Tod seines Bruders und verfolgt ihn durch die Straßen von Bangkok, verliert ihn aber. 
Währenddessen beauftragt Crystal einen gewissen Byron mit der Ermordung von Chang. Dieser schickt drei schwer bewaffnete Killer, die Chang in einem Restaurant angreifen, wobei einer von Changs Kollegen getötet wird. Chang erschießt zwei der drei Angreifer, überwältigt den dritten, in dem er ihm heißes Bratfett ins Gesicht schüttet und ihn danach zusammenschlägt. Daraufhin wird dieser als Geisel genommen, um ihn zu seinem Chef Li Po zu führen. Dort richtet ihn Chang hin, worauf Li Po Byron als Auftraggeber des Anschlags nennt. Chang findet Byron und tötet den Hartnäckigen, nachdem er ihn gefoltert hat, durch einen Stich in den Kopf.
Chang und seine Männer suchen erneut Julian auf, wobei dieser ihn zum Kampf auffordert. Beim folgenden Boxkampf wird Julian schnell vom erfahrenen und technisch überlegenen Chang besiegt. Crystal teilt Julian mit, dass Chang ihre Verwicklung in den Mordanschlag bekannt ist. Sie fürchtet sich vor Chang und bittet Julian, sie zu schützen.
Julian verschafft sich mithilfe seines Bekannten Charlie Ling Zugang zu Changs Wohnung. Ling erschießt das heimkehrende Kindermädchen und wird von Julian erschossen, als Ling auftragsgemäß auf Changs Tochter anlegt. Julian entnimmt Changs Waffensammlung eines seiner Dha-Schwerter und verlässt die Wohnung.
Zur gleichen Zeit haben Chang und ein weiterer Polizist Crystal in ihrem Hotel gefunden. Chang richtet sie hin. Zuvor hat sie seinem Kollegen enthüllt, dass Julian seinen eigenen Vater ermordet habe.
Bei der Rückkehr ins Hotel findet Julian die Leiche seiner Mutter. In einem Tagtraum schneidet er mit dem gestohlenen Schwert einen Spalt in ihren Bauch und lässt seine Hand hineingleiten. Zuletzt steht er in einem Feld neben Chang, der die Waffe erhebt, um ihm wie den anderen Delinquenten die Arme abzuhacken. Doch vor dem Abtrennen erfolgt ein Schnitt auf Chang, der in seiner Lieblingsbar Karaoke singt.

## Kritiken
„Blutrünstiges Rache- und Vergeltungsdrama, […] Motive der griechischen Tragödie und aus den Dramen von Shakespeare werden so weit trivialisiert, dass sie ins Gewand eines Exploitationfilms passen, der seinerseits mit den Mittel [sic] des elaborierten Arthouse-Kinos auf Hochglanz poliert wird.“

„Der Film ist zugleich seltsam zugänglich und manisch enthoben: Er kultiviert die Unnahbarkeit, schlachtet seine Bilder als mystische Flächen aus und frönt ständig der Gefallsucht. Refn interessiert sich fürs Offensichtliche, fürs Stylische und das Verstörende. Was man leicht als tölpelhafte Simplizität missverstehen kann. Das ist umso irriger, als sein Ansatz nichts Autoritäres hat, das macht nur der Hype mit unserem Blick. Auch als Provokationsobjekt eignet sich Only God Forgives kaum, vielmehr entspringt er einem Gestus der Selbstbefriedigung und des Fetisches, der diesmal in düsteren, oft steil und rot beleuchteten Räumen in Thailand austariert wird.“

„[…] der Rache-Thriller […] ist tatsächlich ungenießbar. Aber genau deshalb einer der sehenswertesten Filme des Jahres. […] Only God Forgives ist ein Film ohne Held, eine Geschichte ohne Pointe, ein Thriller ohne Thrill. Dadurch treten die libidinösen Verstrickungen zwischen dem Film, seinen Machern und seinem Publikum umso deutlicher hervor. Was will man von einem Film geboten bekommen? Und wie geht man damit um, wenn er einem diese Wünsche nicht erfüllt? Kann aus der Enttäuschung auch etwas Produktives erwachsen?“

„Der Film Only God Forgives ist ein surreales Obsessions- und Rachespektakel, Refn zelebriert Kunst als einen Akt der Gewalt. […] Kunst als ein Akt der Gewalt, diese Vorstellung nimmt Nicolas Windign Refn ganz wörtlich. Er filmt Pulp Fiction, ganz wörtlich, selbst Ryan Goslings Gesicht ist am Ende zu Brei geschlagen. Tarantinos Filme sind verspielte Tändeleien dagegen.“

„Only God Forgives ist rau, kompromisslos und in jeder Hinsicht abstoßend. Dennoch kann der Zuschauer aufgrund der grandiosen Bilderpracht den Blick nicht abwenden. Tieferer Sinn hin oder her – der Film gehört nicht zu Refns besten Arbeiten, kann sich jedoch gekonnt mühelos vom derzeitigen Kino-Einheitsbrei abgrenzen.“

## Auszeichnungen
Only God Forgives wurde 2013 auf dem Sydney Filmfestival als bester Film ausgezeichnet. Nicolas Winding Refn bekam bei den Internationalen Filmfestspielen von Cannes eine Nominierung für die Goldene Palme.

## Deutsche Synchronfassung
Die deutsche Synchronbearbeitung entstand bei der Level 45 GmbH in Berlin. Detlef Klein schrieb das Dialogbuch.
| Rolle       | Schauspieler            | Deutscher Synchronsprecher |
| ----------- | ----------------------- | -------------------------- |
| Julian      | Ryan Gosling            | Tommy Morgenstern          |
| Billy       | Tom Burke               | Detlef Gieß                |
| Chang       | Vithaya Pansringarm     | Hans-Jürgen Dittberner     |
| Colonel Kim | Sahajak Boonthanakit    | Sven Gerhardt              |
| Crystal     | Kristin Scott Thomas    | Traudel Haas               |
| Daeng       | Charlie Ruedpokanon     | Yoshij Grimm               |
| Gordon      | Gordon Brown            | Thomas Hailer              |
| Mai         | Yayaying Rhatha Phongam | Julia Meynen               |

## Veröffentlichung
Der Film erschien am 22. Oktober 2013 in den Vereinigten Staaten auf DVD. In Deutschland ist Only God Forgives seit dem 18. November auf DVD erhältlich.